# Иоанн Секунд
Иоанн Секунд (лат. Johannes Secundus, настоящее имя и фамилия Ян Эверартс, нидерл. Johann Nico Everaerts, 15 ноября 1511, Гаага — 1536) — нидерландский поэт.

## Биография
Ян Эверартс был сыном голландского юриста Николауса Эверартса, друга Эразма Роттердамского. Два его старших брата Николай Грудий и Адриан Марий были поэтами. Первое латинское стихотворение написал в возрасте десяти лет. Вместе со своим братом учился в университете Буржа, изучал право у итальянского юриста Андреа Альчиато и получил степень лиценциата в 1533 году. Два года служил секретарём у архиепископа Толедо. После смерти Секунда братья собрали и издали все его произведения.

## Творчество
Наиболее известен своим сборником «Поцелуи» (Basia, около 1535 года, издан в 1539 году) на латинском языке, составленным из 19 полиметрических поэм, созданных под влиянием поэзии Катулла.

В этом сборнике стихов Секунд представил «поэтический образец ренессансной гармонии чувственности». Они вызвали множество подражаний не только поэтов-соотечественников Секунда (Ян Лернуций, Ян ван дер Дус и др.), но и поэтов Плеяды (и, прежде всего, П. Ронсара), Дж. Флетчера, В. Драммонда, Дж. Марино, Дж. Б. Маньяно и Г. Муртола.
Мотивы поэзии Секунда использовались Шекспиром, Б. Джонсоном, М. Опицем и другими. Монтень в «Опытах» упоминает «Поцелуи» в ряду новейших произведений, «достойных развлечь читателей».
Также Секунд является автором писем, путевых заметок, трёх сборников элегий, эпиграмм, од, сильв и других стихов. Свои произведения он посвятил Томасу Мору, Эразму, Карлу V, Франциску I.
А. С. Пушкин перевёл эпиграмму Секунда в 1814 году (с французского перевода Жана Батиста Руссо).
Полный перевод «Поцелуев» был сделан в 1983 году М. Л. Гаспаровым.

## Публикации произведений
- Поцелуи / Перевод с латинского С. В. Шервинского // Эразм Роттердамский. Стихотворения; Иоанн Секунд. Поцелуи / Издание подготовили М. Л. Гаспаров, С. В. Шервинский, Ю. Ф. Шульц ; ответственный редактор М. Л. Гаспаров. — М. : Наука, 1983. — 320 с. — (Литературные памятники / Председатель редколлегии Д. С. Лихачёв). — 100 000 экз.